# Разбитый кувшин (картина)
«Разбитый кувшин» (фр. La cruche cassée) — картина французского художника Жана Батиста Грёза.
Картина была написана в 1771 году и пользовалась популярностью у современников художника. На ней изображена молодая девушка, едва вышедшая из детства. На правой руке у девушки висит разбитый кувшин. Трещина на нём и положение рук девушки расцениваются как намёк на потерю невинности. Грёз развивал эту символику и в других картинах, например, «Разбитые яйца» и «Девушка, плачущая над мёртвой птицей».
Картина была изъята революционерами из замка Лувесьенн у графини Дюбарри в 1794 году. В настоящее время находится в 51-м зале на 2-м этаже галереи Сюлли в Лувре. Код: INV. 5036.